# Люисова структура
Структурите на Люис са диаграми, които показват връзката между атомите на молекула, както и двойките електрони, които могат да съществуват в молекулата. Структура на Люис може да бъде съставена за всяка ковалентно свързана молекула, както и координационни съединения. Структурата на Люис е кръстена на Гилбърт Люис, който я представя в статията си от 1916 г. „Атомът и молекулата“.